# 獅子·女巫·魔衣櫥
《獅子·女巫·魔衣櫥》（英語：The Lion, the Witch and the Wardrobe）按寫成次序為《納尼亞傳奇》系列小說的第一集，按情節發展則為第二集。本書是由英國作家路易斯（C. S. Lewis）於1950年代所著。
中文版本最先於1960年代中由基督教文藝出版社翻譯和印行，當時譯名為《那裡亞故事集》中的〈獅王·女巫·衣櫥〉。臺灣國語日報出版社曾另譯發行。
長橋出版社 出版日期：1979/01/01  出版套書 譯為《獅子、女巫與衣櫥, 現代童話故事叢書之一》。
2002年起台灣大田出版社陸續出版套書，譯為《納尼亞魔法王國》，2005年再度出版繁體中文精裝本和盒裝套書，改譯為《納尼亞傳奇》；並有其他出版社發行相關電影圖文書和兒童繪本。

## 主角人物
- 彼得·皮芬（Peter Pevensie）－四位兄弟姊妹中最年長的哥哥。起初不相信有「納尼亞」的存在。
- 蘇珊·皮芬（Susan Pevensie）－第二大，僅次於彼得。本來也不相信「納尼亞」存在，直至她真的到了那兒。
- 愛德蒙·皮芬（Edmund Pevensie）－在皮芬家庭裡第三大的。他是四兄弟姐妹中第一個見過白女巫的人类。
- 露西·皮芬（Lucy Pevensie）－最年幼的妹妹。玩捉迷藏時最先發現衣櫃後的「納尼亞」。
- 亞斯藍（Aslan）－是一隻獅子，創建「納尼亞」，陸上大帝之子。
- 白女巫 賈迪絲（White Witch Jadis）自稱為「纳尼亞」的女王。但只是虛有其表，把她的敌人变成石头。
- 吐納思先生-人羊。因為被賈迪絲發現他結識露西，而遭囚禁。
- 海狸夫婦-在吐納思先生遭囚禁後幫助皮芬家四個孩子。

## 故事年代
- 英國：1940年
- 納尼亞：1000年

## 故事簡介
第二次世界大戰期間，英國倫敦飽受空襲威脅，孩童都被疏散到鄉間避難，皮芬家的四位兄弟姐妹－彼得、蘇珊、愛德蒙、露西，被安排到一位老教授狄哥里·寇克的鄉間大宅暫住。在這佔地遼闊、房間眾多的宅邸之中，小妹露西發現了一個奇特的魔衣櫥，居然可以通往神奇的奇幻國度－納尼亞。露西在納尼亞王國遇到一位和藹可親的人羊吐納思先生，並跟他成為好朋友。事後露西將親身經驗告訴兄姐，起初他們並不信，但後來在一次意外情況下，他們終於也進入魔衣櫥，隨著微暗的燈光踏上燈野，正式造訪了納尼亞。
當時的納尼亞正被邪惡勢力給籠罩著，千年不死的白女巫賈迪絲暴政統治整個王國，把納尼亞變成一片常年寒冬的冰天雪地，古老預言中提到有四位「亞當之子」和「夏娃之女」將結束她的邪惡統治，因此當女巫知道有四個人類孩子如今造訪納尼亞，就決心要將他們一網打盡。她用計蠱惑四孩子之中意志不堅的男孩愛德蒙，要他把其他三人帶到女巫城堡，當大家來到海狸夫婦家中用餐時，愛德蒙就偷偷跑去向女巫通風報信。
另一方面，納尼亞正義的精神領袖－獅王亞斯藍，在失蹤多年後也再度現身，一來到就讓春陽融了冰雪，納尼亞大地重新生意盎然。海狸夫婦帶著彼得、蘇珊和露西來進見亞斯藍，承擔起收復納尼亞的重責大任。亞斯藍也派人馬和飛鷹救出了已感後悔的愛德蒙，但在遠古魔法的限制下，談判後亞斯藍卻必須同意束手就擒，任由白女巫宰割。
白女巫麾下的邪惡大軍逼近，彼得和愛德蒙帶領正義之師奮力抵抗，蘇珊和露西則為奄奄一息的亞斯藍哀悽，但由於亞斯藍的犧牲精神，喚醒了更古早洪荒時期的魔法，隨著石桌的破裂，重生的亞斯藍昂然而立，他解救了被女巫冰封的眾多囚犯，一同趕赴戰場助陣，已是強弩之末的白女巫，終於被徹底擊潰。
納尼亞王國被收復了，彼得、蘇珊、愛德蒙、露西也在凱爾帕拉瓦宮登基，成為納尼亞的國王與女王，開始他們統治納尼亞的黃金時期。多年以後，他們已長大成人，有天當他們策馬林間追逐白雄鹿，不知不覺中重新踏上燈野，再度由魔衣櫥回到他們原來的世界，看看彼此卻依然還是當初的男孩、女孩模樣。納尼亞數年，宛如一夢，卻是他們一輩子難以磨滅的記憶。

## 寓意
在原著小說中，路易斯呈現了許多意想不到的宗教象徵。納尼亞王國的創造者獅子王亞斯藍，代表著基督教中上帝的兒子耶穌，故事中亞斯藍為了換取背叛者艾德蒙性命而犧牲自己的精神，正好象徵耶穌被釘十字架受難及復活的真理，而最後與白女巫的大戰，更是寓意著上帝與邪惡勢力的終極一戰。至於四位少年在納尼亞的奇幻之旅，也刻畫出基督徒天路歷程的起跌進退，信徒如何在王者的帶領下生命得著改變。
路易斯本人在一封1961年寫給美國小女孩安的信件中表示：「《獅子·女巫·魔衣櫥》說的是受刑於十字架上與復活」。

## 創作
路易斯曾表示，《獅子·女巫·魔衣櫥》的故事是起始於他十六歲時腦海浮現的一幅影像：「一個羊人拿著雨傘和一個小包裹走在白雪覆蓋的森林裡」。
第二次世界大戰前不久，許多兒童從倫敦被撤離至鄉村，以躲避納粹德國對倫敦的空襲，路易斯就在其住宅「窯屋」暫時收留了數名兒童，當中還有一名小女孩好奇地詢問路易斯衣櫥背後會有什麼東西。在這些兒童入住窯屋後沒多久，路易斯旋即開始撰寫一個新故事，但很快就將其棄置了；在這個《獅子·女巫·魔衣櫥》的最初版本中，四名主角的名字分別是安妮、馬丁、蘿絲和彼得。
1949年，即十年後，路易斯才開始重新創作這個故事。1950年，《獅子·女巫·魔衣櫥》正式出版，書中的插圖由插畫家波琳·拜恩斯繪製。

## 評價
1949年，路易斯在撰寫《獅子·女巫·魔衣櫥》之餘，曾向其好友、同是迹象文学社成員的J·R·R·托爾金朗讀這個故事，但托爾金並不喜歡納尼亞故事。該書中頻繁出現的希臘神話生物是托爾金不喜歡它的原因之一。
不過《獅子·女巫·魔衣櫥》出版後，一直受到不少書評家和讀者的好評。

## 故事續篇
皮芬家四個孩子在回到英格蘭之後，在後續的《賈思潘王子》會再次出現，但時空變成了他們離開之後的一千三百年，而他們亦變成了傳說中遠古時代的人物。

## 殊榮
- 獲選為美國《時代雜誌》百大英文小說之一[9]。
- 在2003年英國廣播公司「大閱讀」活動票選出的小說中，《獅子·女巫·魔衣櫥》排在第九位[10]。
- 2019年，經英國eBay網路書店對兩千名成年人的調查，《獅子·女巫·魔衣櫥》獲選為英國最受歡迎的書第一名，即高達33％的受訪者都喜歡這部小說[11][12]。

## 改編作品
- 英國廣播公司於1989年播出一系列改編自《獅子·女巫·魔衣櫥》的同名電視劇。[13]
- 本書在2005年被迪士尼影業改編拍成電影《納尼亞傳奇：獅子·女巫·魔衣櫥》，由安德魯·亞當森執導。[14]
- 英國廣播公司科幻電視劇《超時空奇俠》的其中一集《博士·寡婦·魔衣櫥（英语：The Doctor, the Widow and the Wardrobe）》（2011年播出）部分劇情受到《獅子·女巫·魔衣櫥》小說的啟發[15]。

## 外部連結
- 列在網路推理小說資料庫中的《獅子·女巫·魔衣櫥》